# 格里斯基兴县

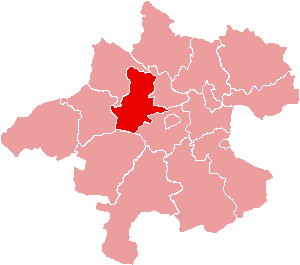
格里斯基尔兴县在上奥地利州的位置

格里斯基兴县（德語：Bezirk Grieskirchen）是奥地利上奥地利州所辖的一个县。总面积579.0平方公里，总人口42100，人口密度73人/平方公里（2001年）。行政中心位于格里斯基兴。

## 行政区域
格里斯基兴县辖有34个市镇。